# Acacia doratoxylon
Acacia doratoxylon é uma espécie de leguminosa do gênero Acacia, pertencente à família Fabaceae.